# 刘琼
刘琼（1912年—2002年4月28日），原名刘伯瑶，男，原籍湖南湘阴，生于北京。中华民国及中华人民共和国电影演员、导演。

## 生平
1934年，刘琼自上海法学院肄业。同年，进入联华影业公司担任演员，拍摄了《大路》、《迷途的羔羊》、《小天使》、《狼山喋血记》、《联华交响曲·陌生人》、《自由天地》、《艺海风光·电影城》等电影。1937年八一三事变后，刘琼赴香港，不久便回到上海，其间曾演出《文天祥》等话剧。
1938年，刘琼在新华影业公司拍摄的电影《武松与潘金莲》中饰演西门庆，将风流的西门庆演得惟妙惟肖。自此，他开始在电影中担任主角。1938年到1941年，他在新华影业公司、华新影业公司、华成影业公司拍摄了《离恨天》、《杜十娘》、《金银世界》、《乱世佳人》、《生死离别》等十余部电影。他在《金银世界》中饰演的张伯南，为他奠定了电影界小生的地位。后来拍摄的《生离死别》，使他走红。此后，刘琼又主演了朱石麟编导的《文素臣》、《洞房花烛夜》、《家》等电影。
1942年，刘琼在中华联合制片股份有限公司主演《蝴蝶夫人》等电影。1943年，刘琼参加上海剧艺社，后来转入天风剧社等剧社，主演《长恨歌》、《蔡松坡》、《海国英雄——郑成功》等话剧。
抗日战争胜利后，刘琼重返电影界，在中央电影企业股份有限公司二厂、文华影业公司等多家公司主演《忠义之家》、《大地回春》、《不了情》等电影。
1948年，刘琼赴香港为永华影片公司拍摄电影《国魂》、《大凉山恩仇记》。后来，他先后加入蔡楚生发起创办的五十年代影片公司以及长城影片公司、龙马影片公司等公司，拍摄了电影《火凤凰》、《神·鬼·人》。其间，他开始尝试担任导演，导演的电影有《豪门孽债》、《青春颂》、《方帽子》（与李萍倩合作导演）、《青春之歌》（与胡小峰合作导演）。
1952年，刘琼被港英政府驱逐出境，刘琼乃从香港回到上海，担任上海电影制片厂演员。刘琼先后在电影《海魂》、《女篮5号》、《死神与少女》、《牧马人》、《梦非梦》等电影中饰演主角或者重要角色。
1956年后，刘琼兼任导演，执导的电影有《女附马》、《乔老爷上轿》、《51号兵站》、《阿诗玛》、《李慧娘（京剧）》等等。其中《阿诗玛》在1982年西班牙主办的第三届国际音乐舞蹈电影周上，获得最佳舞蹈片奖。《李慧娘》获1981年文化部优秀影片奖。1988年，因为在电影《死神与少女》中的表演以及从影半个世纪的成就，获得中国电影金鸡奖表演特别奖。
刘琼曾经担任上海电影制片厂创作室主任。他还是中国影协第三、四届理事。
2002年4月28日，刘琼因患肝癌在上海病逝，享年89岁。

## 作品

### 表演
- 1934年《大路》
- 1935年《小天使》
- 1936年《迷途的羔羊》
- 1936年《狼山喋血记》
- 1936年《联华交响曲·陌生人》
- 1937年《前台与后台》
- 1937年《北战场精忠录》
- 1937年《自由天地》
- 1937年《镀金的城》
- 1937年《艺海风光·电影城》
- 1938年《武松与潘金莲》饰 西门庆
- 1938年《茶花女》
- 1938年《离恨天》
- 1939年《少奶奶的扇子》
- 1939年《金银世界》饰 张伯南
- 1939年《费贞娥刺虎》
- 1939年《文素臣》
- 1940年《隋宫春色》
- 1940年《花魁女》
- 1940年《杜十娘》
- 1940年《岳飞精忠报国》
- 1940年《乱世佳人》
- 1941年《明月重圆时》
- 1941年《生离死别》
- 1941年《生路》
- 1941年《夜半歌声续集》
- 1941年《家》
- 1942年《欢喜冤家》
- 1942年《洞房花烛夜》
- 1942年《蝴蝶夫人》
- 1942年《博爱》
- 1943年《水性杨花》
- 1943年《良宵花弄月》
- 1943年《回春曲》
- 1943年《第二代》
- 1943年《两地相思》
- 1946年《忠义之家》
- 1946年《铁骨冰心》
- 1946年《大地回春》
- 1947年《迎春曲》
- 1947年《春残梦断》
- 1948年《国魂》
- 1948年《乱世儿女》
- 1949年《大凉山恩仇记》
- 1950年《豪门孽债》
- 1950年《方帽子》
- 1950年《火凤凰》
- 1951年《神·鬼·人》
- 1952年《青春之歌》
- 1953年《春情烈火》
- 1954年《山间铃响马帮来》饰 拉若埃
- 1957年《海魂》饰 敌舰长
- 1957年《女篮五号》饰 田振华
- 1982年《牧马人》饰 许景由
- 1986年《最后的太阳》饰 汪闻辉
- 1987年《死神与少女》饰 田庚[1]
- 1995年《女兒紅》饰 鄭阿藕（老年）

### 导演
- 1950年《豪门孽债》
- 1950年《方帽子》（与李萍倩合作导演）
- 1952年《青春之歌》
- 1956年《两个小足球队》
- 1956年《宋士杰》（与应云卫合作导演）
- 1958年《翠谷钟声》
- 1958年《巨浪》
- 1959年《乔老爷上轿》
- 1959年《女驸马》
- 1960年 《六十年代第一春》
- 1961年《51号兵站》
- 1964年《阿诗玛》（1964）
- 1976年《欢腾的小凉河》（与沈耀庭合作导演）
- 1978年《沙漠驼铃》
- 1981年《李慧娘》
- 1983年《海上升明月》[1]